# Planktosphaeria gelatinosa
Planktosphaeria gelatinosa ist eine Algenart aus der Klasse Chlorophyceae.

## Merkmale
Die ungefähr 20 Mikrometer großen Zellen sind einzeln oder in kleinen Gruppen angeordnet. Sie sind von einer zerfließenden Gallerthülle umhüllt. In den Zellen sind zahlreiche Chloroplasten enthalten, in denen sich je ein Pyrenoid befindet.

## Vorkommen
Planktosphaeria gelatinosa ist im Plankton von Teichen und Seen anzutreffen. Darüber hinaus findet man die Art auch als Erdalge.

## Belege
- Heinz Streble, Dieter Krauter: Das Leben im Wassertropfen. Mikroflora und Mikrofauna des Süßwasser. Ein Bestimmungsbuch. Franckh-Kosmos Verlag, Stuttgart 2008, ISBN 978-3-440-11966-2, S. 168.